# Cayan Tower
La Cayan Tower (anteriormente Infinity Tower) es un rascacielos construido en Dubái, Emiratos Árabes Unidos. La construcción de esta torre de 306 metros comenzó en febrero de 2007 y su construcción finalizó en el 2013. Tiene 73 plantas y con una rotación de 80% es el rascacielos más alto de este tipo. La versión actual del rascacielos superó en la elección a otra propuesta de fachada más oscura, de 372 metros y 93 plantas que fue cancelada.
La torre se tuerce de la misma manera que el Turning Torso de Malmö en Suecia. Cada planta gira 1,2˚ respecto a la anterior para lograr los 90˚ de la espiral, creando la forma de una hélice. El rascacielos tiene apartamentos residenciales, habitaciones de conferencias, pistas de tenis, piscinas, gimnasio, guardería y un spa.
Anteriormente este edificio se llamaba Infinity Tower pero el 12 de junio de 2013, pero debido a confusiones con otras dos "Infinity Tower" (en Manama y Brisbane), el nombre fue cambiado a Cayan Tower.
El proyecto es de la promotora Cayan Property Developments, su construcción está a cargo de la constructora Palma Real Estate, sus arquitectos son Skidmore, Owings and Merrill (SOM) y se sitúa en la Dubai Marina.

## Inundación
El solar de la construcción estuvo en pausa desde que se inundó la zona el 7 de febrero de 2007, debido al desprendimiento de la pared que lo separaba de la Dubai Marina.